# Mesosemia eugenea
Mesosemia eugenea is een vlindersoort uit de familie van de prachtvlinders (Riodinidae), onderfamilie Riodininae.
Mesosemia eugenea werd in 1910 beschreven door Stichel.